# فصائل جوسون السياسية
فصائل جوسون السياسية (بالهانغل: 붕당، وبالهانجا: 朋黨، وحرفياً: بُنغدانغ) هي مجموعة من الفصائل التي سيطرت على الحراك السياسي خلال العهد الأوسط والأخير من مملكة جوسون. خلال عهد المملكة ظهرت وتصارعت العديد من الفصائل المختلفة سياسياً هادفة للسيطرة على النظام السياسي. أظهرت مدارس وأضرحة سوون الكونفشيوسية الخلاف الفصائلي في طبقة النخبة.

## التاريخ
خلال القرن الخامس والسادس عشر تصارع فصيل هُنغو في العاصمة مع فصيل سارم السياسي في يونغنام وأدى هذا الصراع إلى أربع مذابح تطهير بين سنة 1498 وسنة 1545 والتي عانى فصيل سارم فيها من الإعدام على يد فصيل هُنغو. انسحب فصيل سارم إلى المقاطعات الريفية بعد الهزائم المتتالية وهناك أنشأوا لهم قاعدة للفكر والسلطة من خلال مدارس سوون وهيانغياك. في نهاية المطاف انتهى فصيل هُنغو بدون أن يخلفه أحد في فكره السياسي وبذلك سيطر فصيل سارم على الحكومة بشكل كامل وذلك خلال عهد الملك سونجو.
في القرن السادس عشر انقسم فصيل سارم إلى فصيلين هما الفصيل الغربي والفصيل الشرقي، واستمر الانقسام السياسي بعد ذلك حيث انقسم الشرقيون إلى فصيلين أيضاً هما الفصيل الشمالي والفصيل الجنوبي، وانقسم الغربيون إلى فصيل التعاليم الحديثة (소론) وفصيل التعاليم القديمة (노론). بعد ذلك انقسم الفصيل الشمالي أيضاً إلى قسمين هما الفصيل الشمالي الأكبر والفصيل الشمالي الأصغر.
سبب الانقسام الأساسي لهذه الفصائل كان اختلاف المدارس الفلسفية في المناطق المختلفة، حيث أن الفصيل الشرقي على سبيل المثال كان متركزاً في منطقة يونغنام وكان الفصيل الجنوبي المتفرع منه يتبع أفكار إي هوانغ في حين اتبع الشماليون أفكار جو شك. الفصيل الغربي على العكس كان متركزاً في غيونغي وتشنغتشونغ واتبعوا أفكار إي إي بشكل رئيسي ومنهم انقسم أتباع سونغ هون إلى فصيل التعاليم الحديثة وأتباع سونغ شي يول إلى فصيل التعاليم القديمة. قادت عمليات الانقسام العديد من المسائل في البلاط الحكومي مثل اختيار الوريث الملكي المناسب.
في عهد الملك يونغجو وحفيده الملك جونغجو في القرن الثامن عشر، قام الملكان بتطبيق سياسة متشددة حول المساواة بين الفصائل بدون تفضيل أي منهم على الآخر. مع ذلك فقد انقسم فصيل نورون المسيطر خلال عهد الملك جونغجو إلى فصيلين هما فصيل شيبا (시파) وفصيل بيوكبا (벽파) والذين اختلفا حول حادثة قتل الملك يونغجو لابنه ولي العهد سادو وهو والد الملك جونغجو. في القرن التاسع عشر اختفت الفصائل السياسية والفكرية وظهرت الفصائل المبنية على مصاهرة الملك. طوال القرن التاسع عشر سيطر فرع جانغدونغ من عشيرة كم أندونغ على السلطة والحكومة ما عدا فترة قصيرة سيطرت فيها عشيرة تشو بنغيانغ على الحكومة.
خلال عهد الملك غوجونغ سيطر والده هنغسون دايوونغن في البداية على الحكم كوصي على العرش وحاول والده أن يصلح الحكومة الفاسدة ومؤسساتها وفي نفس الوقت أراد أن يبقي سياسة انعزالية عن العالم الغربي والتأثير الياباني. بعد عقد 1870 أصبحت سلطة الملكة مِن قوية وبدأت سياسة تحديث حذرة للدولة وانفتاح للدول الأخرى. هذا الأمر لم يرض السياسيين آنذاك حيث رأى حزب التنوير أن على جوسون أن تشابه وتصبح مثل اليابان والعالم الغربي. هذه الصراعات أدت في نهاية المطاف إلى حادثة إمو وانقلاب غابشن وازدياد التدخل الدولي في جوسون.